# Кайда Олексій Петрович
Олекс́ій Петро́вич Кайда́ (нар. 27 лютого 1971, Бердянськ, Запорізька область) — український політик, голова Тернопільської обласної ради (26 березня 2009 — 23 листопада 2012). Народний депутат України 7-го скликання з листопада 2012, перший заступник голови Комітету з питань фінансів і банківської діяльності.

## Життєпис

### Навчання
1978—1988 — навчався в Бердянській школі в № 16. З вересня 1988 року по червень 1989 працював на Бердянській взуттєвій фабриці. 1989—1994 — навчався в Львівській політехніці (інженер-системотехнік).

### Професійна діяльність
Після закінченні вишу — інженер-програміст Львівського регіонального Фонду «Молода Україна». З січня 1995 по березень 1999 — спеціаліст з приватизації житла виконавчого комітету Винниківської міської ради. З березня 1999 по вересень 2000 — помічник-консультант народного депутата України Олега Тягнибока (апарат ВРУ). Далі навчався в Українській академії державного управління при Президентові України за спеціальністю магістр державного управління. По закінченні навчання працював помічником голови Львівської обласної ради.
У 2003—2004 — заступник міського голови міста Винники, у 2005—2007 був заступником директора приватного підприємства «Легаліс» (Львів). До обрання на посаду голови Тернопільської облради — виконавчий директор громадської організації «Фонд допомоги одиноким людям».
Член редакційної колегії 3-томного енциклопедичного видання «Тернопільщина. Історія міст і сіл».

### Політична діяльність
1989 — один із організаторів товариства української мови ім. Шевченка у Бердянську та Народного Руху України за перебудову. У Львові, бувши студентом, поринув у політичне життя. Брав участь у мітингах і демонстраціях. Збирав та надсилав зі Львова до Бердянська патріотичну літературу.
У 1993 році взяв участь у студентських загонах, які їхали до Києва пікетувати Верховну Раду на знак протесту проти підписання Масандрівських угод. Член ВО «Свобода» з вересня 1993 року.
У 2006—2009 був депутатом Львівської обласної ради. Два роки поспіль (2007, 2008) експертна група у складі 37 журналістів, політологів, соціологів визнавала його найкращим депутатом Львівської обласної ради — зі 120 обранців. Керував секретаріатом ВО «Свобода».
2009 — обраний до Тернопільської обласної ради за списком Всеукраїнського об'єднання «Свобода». 26 березня 2009 року обраний головою Тернопільської обласної ради.
Під час акцій протесту 27 квітня 2010 року проти ратифікації Харківських угод Януковича-Мєдвєдєва у Києві затриманий міліцією, але вже через дві години його відпустили. 20 лютого 2014 брав участь у подіях на Інститутській вулиці, організовуючи евакуацію поранених активістів Євромайдану з театру бойових дій.
Член Політвиконкому й Політради ВО «Свобода».
Був узгодженим кандидатом від опозиційних сил (ВО «Свобода», ВО «Батьківщина», Фронт Змін, Громадянська позиція та ін.) по округу № 163 (Тернопіль) на виборах до ВРУ 2012.

### Військова служба
Є учасником комбатантського об'єднання «Легіон Свободи». На початку 2015 року отримав повістку до військкомату в четвертій хвилі першого етапу мобілізації та був мобілізований до лав ЗСУ. Під час повномасштабного вторгнення Росії в Україну — старший лейтенант і командир взводу 45-ї окремої артилерійської бригади.

## Сімейний стан
Розлучений. Ексдружина — олімпійська чемпіонка та чемпіонка світу з біатлону Олена Підгрушна.
2017 року одружився з Наталією Дубас та виховують доньку Дарину.

## Нагороди
- 2009: орден Святого Рівноапостольного князя Володимира Великого від УПЦ (КП)[6]
- 2023: «Срібний хрест» від Головнокомандувача ЗСУ[7]
- нагрудний знак «Знак пошани» від Міністерства оборони України[5]
- «Воєнний хрест» від Міністерства оборони України[5]

## Світлини

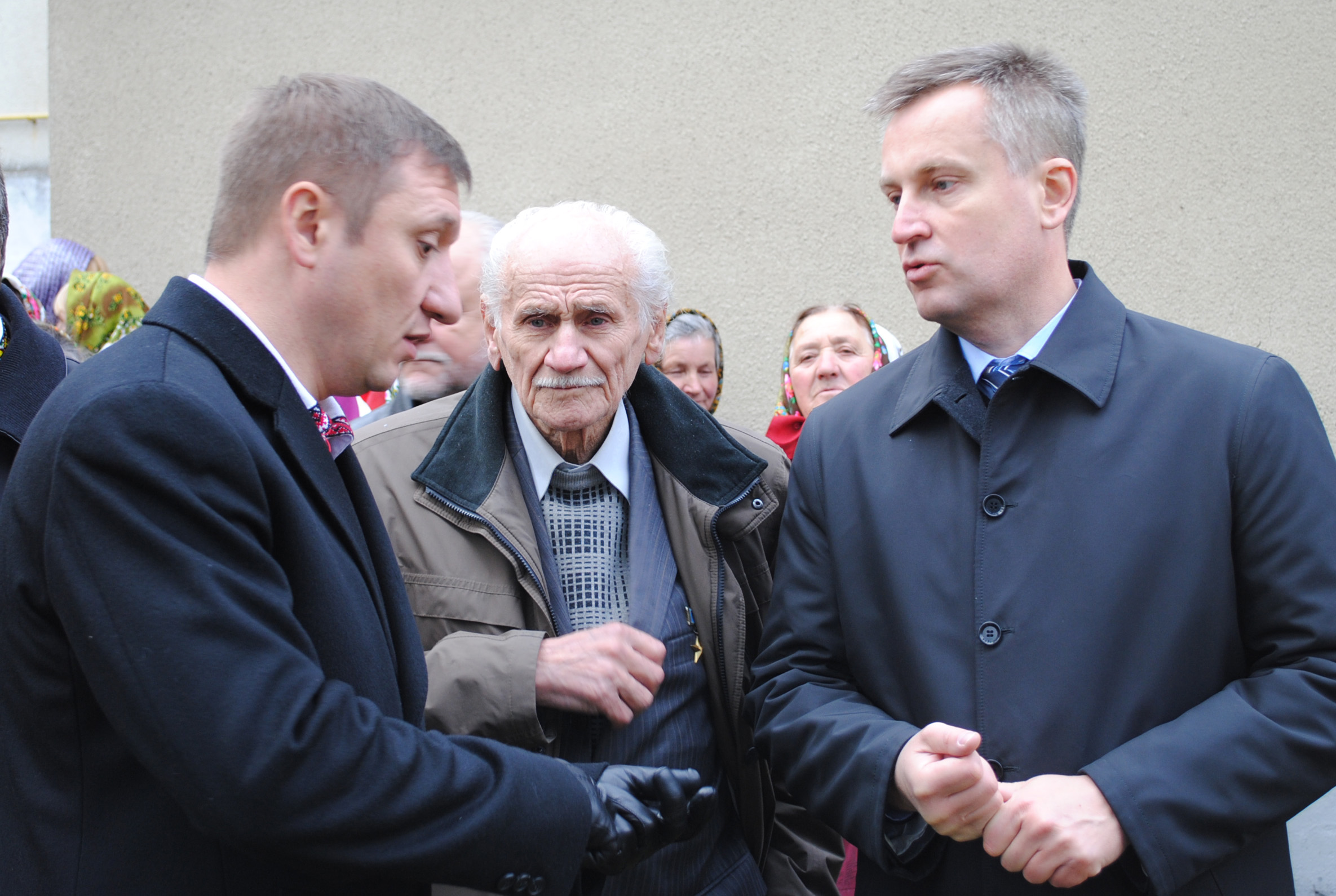
Олексій Кайда, Борис Возницький і Валентин Наливайченко у Рукомиші Бучацького району (16.10.2011)
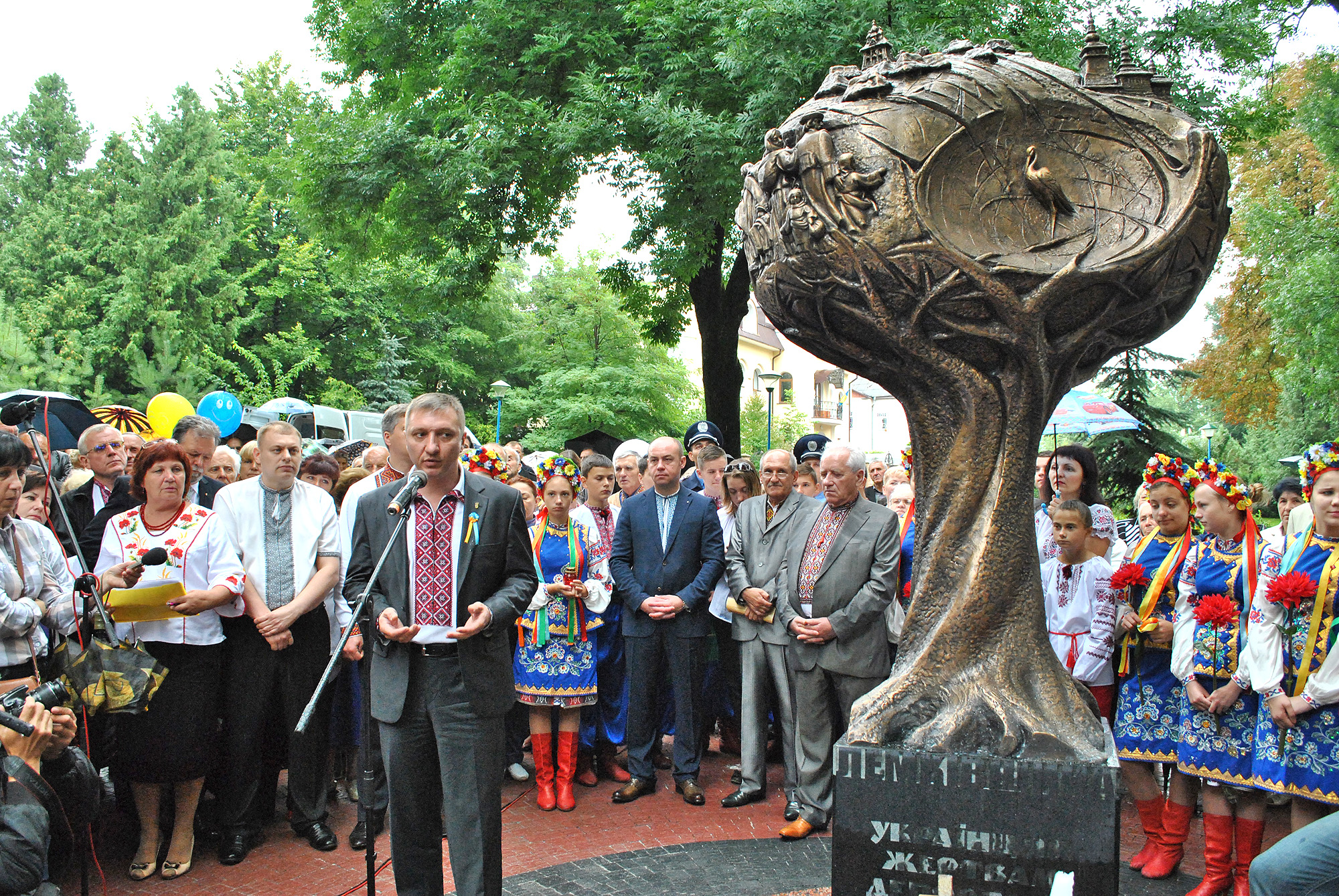
Виступ на відкритті пам'ятника депортованим українцям у Тернополі (24.08.2014)
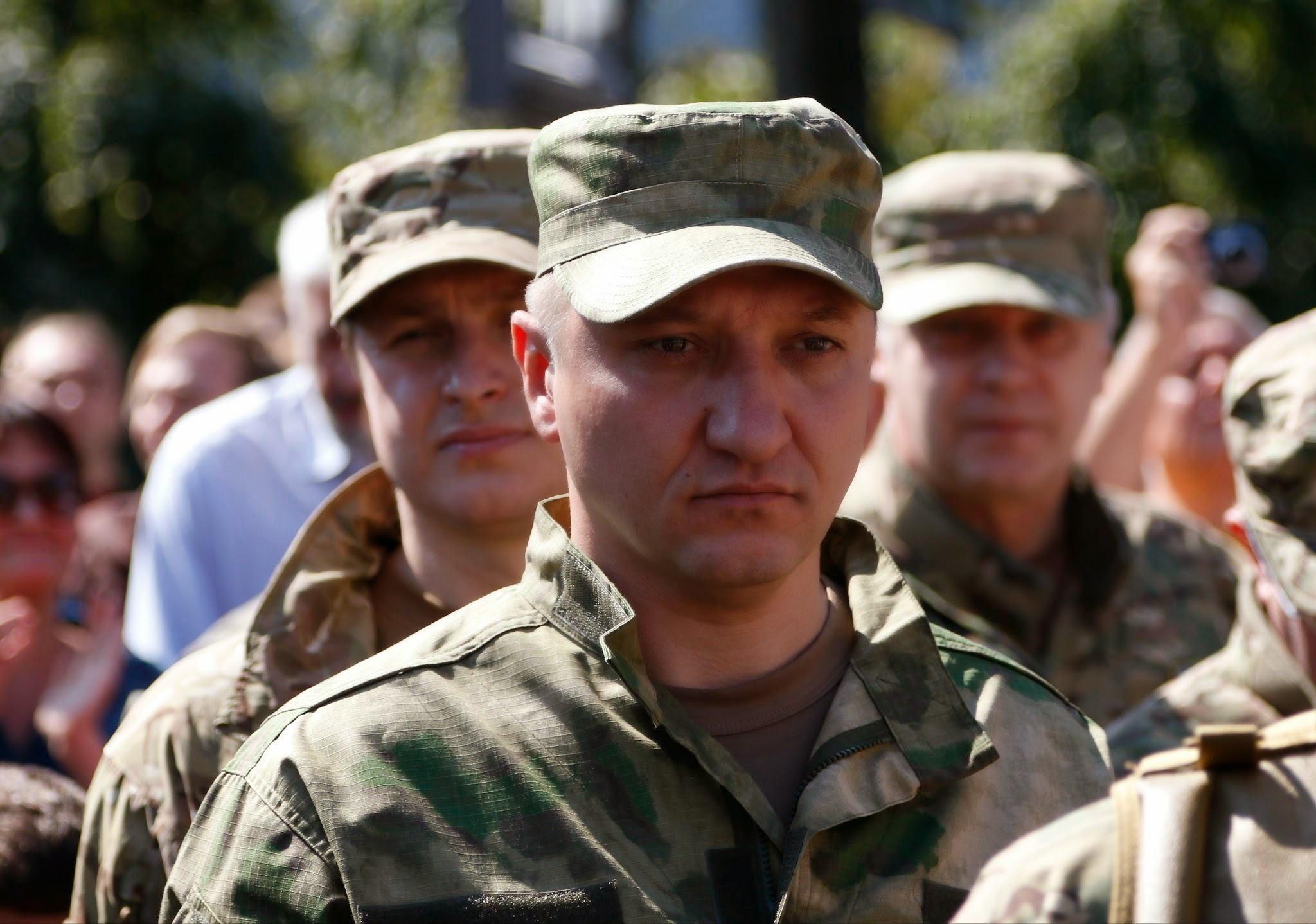
У складі батальйону «Січ» (26.08.2014)